# چایئوا
چایئوا (به اسپانیایی: Challhua) یک کوه در پرو است که در منطقه انکاش واقع شده‌است. چایئوا ۵٬۴۸۷ متر بالاتر از سطح دریا واقع شده‌است.